# T2 (Zambia)
De T2 is een Trunk Road in Zambia. De weg loopt van Tanzania via Kabwe en Lusaka naar Zimbabwe. De weg is met zijn ongeveer duizend kilometer lengte de langste weg van het land.
De T2 is tussen Tanzania en Chikwele onderdeel van de Trans-Afrikaanse weg 4, die Caïro in Egypte met Kaapstad in Zuid-Afrika verbindt, en tussen Kapiri Mposhi en Zimbabwe onderdeel van de Trans-Afrikaanse weg 9, die Beira in Mozambique met Lobito in Angola verbindt.
T1 · T2 · T3 · T4 · T5 · T6
M1 · M2 · M3 · M4 · M8 · M9 · M10 · M11 · M12 · M13 · M14 · M15 · M18 · M20
D1 · D3 · D4 · D18 · D19 · D20 · D36 · D39 · D43 · D47 · D53 · D56 · D63 · D79 · D88 · D94 · D96 · D100 · D103 · D104 · D105 · D128 · D145 · D151 · D152 · D180 · D181 · D183 · D200 · D206 · D220 · D223 · D225 · D235 · D286 · D291 · D293 · D294 · D295 · D296 · D301 · D316 · D319 · D320 · D323 · D324 · D325 · D356 · D361 · D365 · D375 · D385 · D414 · D416 · D421 · D451 · D459 · D461 · D462 · D463 · D486 · D491 · D492 · D493 · D500 · D557 · D733 · D769 · D775 · D776 · D787 · D790 · D792 · D793 · D817